# Liste der Olympiasieger im Tischtennis
Die Liste der Olympiasieger im Tischtennis listet alle Sieger sowie die Zweit- und Drittplatzierten bei Olympischen Sommerspielen im Tischtennis seit 1988 auf, gegliedert nach Männern und Frauen. Es folgen sämtliche Goldmedaillengewinner. Den Abschluss bilden die einzelnen Nationenwertungen.

## Männer

### Einzel
| Olympia | Gold            | Silber               | Bronze                |
| ------- | --------------- | -------------------- | --------------------- |
| 1988    | Yoo Nam-kyu     | Kim Ki-taik          | Erik Lindh            |
| 1992    | Jan-Ove Waldner | Jean-Philippe Gatien | Ma Wenge Kim Taek-soo |
| 1996    | Liu Guoliang    | Wang Tao             | Jörg Roßkopf          |
| 2000    | Kong Linghui    | Jan-Ove Waldner      | Liu Guoliang          |
| 2004    | Ryu Seung-min   | Wang Hao             | Wang Liqin            |
| 2008    | Ma Lin          | Wang Hao             | Wang Liqin            |
| 2012    | Zhang Jike      | Wang Hao             | Dimitrij Ovtcharov    |
| 2016    | Ma Long         | Zhang Jike           | Jun Mizutani          |
| 2020    | Ma Long         | Fan Zhendong         | Dimitrij Ovtcharov    |
| 2024    | Fan Zhendong    | Truls Möregårdh      | Félix Lebrun          |

### Teamwettbewerb
| Olympia | Gold                                                 | Silber                                                     | Bronze                                                  |
| ------- | ---------------------------------------------------- | ---------------------------------------------------------- | ------------------------------------------------------- |
| 2008    | Volksrepublik China Wang Hao Ma Lin Wang Liqin       | Deutschland Timo Boll Christian Süß Dimitrij Ovtcharov     | Südkorea Oh Sang-eun Ryu Seung-min Yoon Jae-young       |
| 2012    | Volksrepublik China Wang Hao Zhang Jike Ma Long      | Südkorea Oh Sang-eun Joo Se-hyuk Ryu Seung-min             | Deutschland Timo Boll Dimitrij Ovtcharov Bastian Steger |
| 2016    | Volksrepublik China Ma Long Xu Xin Zhang Jike        | Japan Kōki Niwa Jun Mizutani Maharu Yoshimura              | Deutschland Bastian Steger Dimitrij Ovtcharov Timo Boll |
| 2020    | Volksrepublik China Ma Long Xu Xin Fan Zhendong      | Deutschland Dimitrij Ovtcharov Timo Boll Patrick Franziska | Japan Kōki Niwa Jun Mizutani Tomokazu Harimoto          |
| 2024    | Volksrepublik China Ma Long Wang Chuqin Fan Zhendong | Schweden Truls Möregårdh Anton Källberg Kristian Karlsson  | Frankreich Félix Lebrun Alexis Lebrun Simon Gauzy       |

## Frauen

### Einzel
| Olympia | Gold         | Silber       | Bronze                   |
| ------- | ------------ | ------------ | ------------------------ |
| 1988    | Chen Jing    | Li Huifen    | Jiao Zhimin              |
| 1992    | Deng Yaping  | Qiao Hong    | Hyun Jung-hwa Li Bun Hui |
| 1996    | Deng Yaping  | Chen Jing    | Qiao Hong                |
| 2000    | Wang Nan     | Li Ju        | Chen Jing                |
| 2004    | Zhang Yining | Kim Hyang-mi | Kim Kyung-ah             |
| 2008    | Zhang Yining | Wang Nan     | Guo Yue                  |
| 2012    | Li Xiaoxia   | Ding Ning    | Feng Tianwei             |
| 2016    | Ding Ning    | Li Xiaoxia   | Kim Song-i               |
| 2020    | Chen Meng    | Sun Yingsha  | Mima Itō                 |
| 2024    | Chen Meng    | Sun Yingsha  | Hina Hayata              |

### Teamwettbewerb
| Olympia | Gold                                                 | Silber                                          | Bronze                                               |
| ------- | ---------------------------------------------------- | ----------------------------------------------- | ---------------------------------------------------- |
| 2008    | Volksrepublik China Wang Nan Zhang Yining Guo Yue    | Singapur Feng Tianwei Li Jia Wei Wang Yuegu     | Südkorea Kim Kyung-ah Dang Ye-seo Park Mi-young      |
| 2012    | Volksrepublik China Li Xiaoxia Ding Ning Guo Yue     | Japan Ai Fukuhara Kasumi Ishikawa Sayaka Hirano | Singapur Feng Tianwei Li Jia Wei Wang Yuegu          |
| 2016    | Volksrepublik China Liu Shiwen Ding Ning Li Xiaoxia  | Deutschland Han Ying Petrissa Solja Shan Xiaona | Japan Ai Fukuhara Kasumi Ishikawa Mima Itō           |
| 2020    | Volksrepublik China Chen Meng Sun Yingsha Wang Manyu | Japan Mima Itō Kasumi Ishikawa Miu Hirano       | Hongkong Minnie Soo Wai Yam Lee Ho Ching Doo Hoi Kem |
| 2024    | Volksrepublik China Chen Meng Sun Yingsha Wang Manyu | Japan Hina Hayata Miwa Harimoto Miu Hirano      | Südkorea Shin Yu-bin Jeon Ji-hee Lee Eun-hye         |

## Mixed

### Doppel
| Olympia | Gold                                        | Silber                                | Bronze                                     |
| ------- | ------------------------------------------- | ------------------------------------- | ------------------------------------------ |
| 2020    | Japan Jun Mizutani Mima Itō                 | Volksrepublik China Xu Xin Liu Shiwen | Chinesisch Taipeh Lin Yun-ju Cheng I-ching |
| 2024    | Volksrepublik China Wang Chuqin Sun Yingsha | Nordkorea Ri Jong-sik Kim Kum-yong    | Südkorea Lim Jong-hoon Shin Yu-bin         |

## Ehemalige Disziplinen

### Doppel (Männer)
| Olympia | Gold                                           | Silber                                        | Bronze                                                                  |
| ------- | ---------------------------------------------- | --------------------------------------------- | ----------------------------------------------------------------------- |
| 1988    | Volksrepublik China Chen Longcan Wei Qingguang | Jugoslawien Ilija Lupulesku Zoran Primorac    | Südkorea Ahn Jae-hyung Yoo Nam-kyu                                      |
| 1992    | Volksrepublik China Lü Lin Wang Tao            | Deutschland Steffen Fetzner Jörg Roßkopf      | Südkorea Kang Hee-chan Lee Chul-seung Südkorea Kim Taek-soo Yoo Nam-kyu |
| 1996    | Volksrepublik China Liu Guoliang Kong Linghui  | Volksrepublik China Lü Lin Wang Tao           | Südkorea Yoo Nam-kyu Lee Chul-seung                                     |
| 2000    | Volksrepublik China Wang Liqin Yan Sen         | Volksrepublik China Kong Linghui Liu Guoliang | Frankreich Patrick Chila Jean-Philippe Gatien                           |
| 2004    | Volksrepublik China Chen Qi Ma Lin             | Hongkong Ko Lai Chak Li Ching                 | Dänemark Michael Maze Finn Tugwell                                      |

### Doppel (Frauen)
| Olympia | Gold                                      | Silber                                    | Bronze                                                             |
| ------- | ----------------------------------------- | ----------------------------------------- | ------------------------------------------------------------------ |
| 1988    | Südkorea Hyun Jung-hwa Yang Young-ja      | Volksrepublik China Chen Jing Jiao Zhimin | Jugoslawien Jasna Fazlić Gordana Perkučin                          |
| 1992    | Volksrepublik China Deng Yaping Qiao Hong | Volksrepublik China Chen Zihe Gao Jun     | Südkorea Hyun Jung-hwa Hong Cha-ok Nordkorea Li Bun-hui Yu Sun-bok |
| 1996    | Volksrepublik China Deng Yaping Qiao Hong | Volksrepublik China Liu Wei Qiao Yunping  | Südkorea Park Hae-jung Ryu Ji-hae                                  |
| 2000    | Volksrepublik China Li Ju Wang Nan        | Volksrepublik China Yang Ying Sun Jin     | Südkorea Kim Moo-kyo Ryu Ji-hae                                    |
| 2004    | Volksrepublik China Wang Nan Zhang Yining | Südkorea Lee Eun-sil Suk Eun-mi           | Volksrepublik China Guo Yue Niu Jianfeng                           |

## Die erfolgreichsten Teilnehmer
- Platz: Gibt die Reihenfolge der Athleten wieder. Diese wird durch die Anzahl der Goldmedaillen im Einzel- und Mannschaftswettbewerb bestimmt. Bei gleicher Anzahl werden die Silbermedaillen verglichen, danach die Bronzemedaillen.
- Name: Name des Athleten
- Land: Land, für das der Athlet startete. Bei einem Wechsel der Nationalität wird das Land genannt, für das der Athlet die letzte Medaille erzielte.
- Von: Jahr, in dem der Athlet die erste WM-Medaille gewonnen hat.
- Bis: Jahr, in dem der Athlet die letzte WM-Medaille gewonnen hat.
- Gold: Anzahl der gewonnenen Goldmedaillen.
- Silber: Anzahl der gewonnenen Silbermedaillen.
- Bronze: Anzahl der gewonnenen Bronzemedaillen.
- Gesamt: Anzahl aller gewonnenen Medaillen.

### Männer
| Platz | Name            | Land                | Von  | Bis  | Gold | Silber | Bronze | Gesamt |
| ----- | --------------- | ------------------- | ---- | ---- | ---- | ------ | ------ | ------ |
| 1     | Ma Long         | Volksrepublik China | 2012 | 2024 | 6    | 0      | 0      | 6      |
| 2     | Zhang Jike      | Volksrepublik China | 2012 | 2016 | 3    | 1      | 0      | 4      |
| 2     | Fan Zhendong    | Volksrepublik China | 2020 | 2024 | 3    | 1      | 0      | 4      |
| 4     | Ma Lin          | Volksrepublik China | 2004 | 2008 | 3    | 0      | 0      | 3      |
| 5     | Wang Hao        | Volksrepublik China | 2004 | 2012 | 2    | 3      | 0      | 5      |
| 6     | Liu Guoliang    | Volksrepublik China | 1996 | 2000 | 2    | 1      | 1      | 4      |
| 7     | Kong Linghui    | Volksrepublik China | 1996 | 2000 | 2    | 1      | 0      | 3      |
| 7     | Xu Xin          | Volksrepublik China | 2016 | 2020 | 2    | 1      | 0      | 3      |
| 10    | Wang Liqin      | Volksrepublik China | 2000 | 2008 | 2    | 0      | 2      | 4      |
| 11    | Wang Chuqin     | Volksrepublik China | 2024 | 2024 | 2    | 0      | 0      | 2      |
| 12    | Wang Tao        | Volksrepublik China | 1992 | 1996 | 1    | 2      | 0      | 3      |
| 13    | Ryu Seung-min   | Südkorea            | 2004 | 2012 | 1    | 1      | 1      | 3      |
| 14    | Lü Lin          | Volksrepublik China | 1992 | 1996 | 1    | 1      | 0      | 2      |
| 14    | Jan-Ove Waldner | Schweden            | 1992 | 2004 | 1    | 1      | 0      | 2      |
| 16    | Yoo Nam-kyu     | Südkorea            | 1988 | 1996 | 1    | 0      | 3      | 4      |
| 17    | Chen Longcan    | Volksrepublik China | 1988 | 1988 | 1    | 0      | 0      | 1      |
| 17    | Wei Qingguang   | Volksrepublik China | 1988 | 1988 | 1    | 0      | 0      | 1      |
| 17    | Yan Sen         | Volksrepublik China | 2000 | 2000 | 1    | 0      | 0      | 1      |
| 17    | Chen Qi         | Volksrepublik China | 2004 | 2004 | 1    | 0      | 0      | 1      |

### Frauen
| Platz | Name          | Land                | Von  | Bis  | Gold | Silber | Bronze | Gesamt |
| ----- | ------------- | ------------------- | ---- | ---- | ---- | ------ | ------ | ------ |
| 1     | Wang Nan      | Volksrepublik China | 2000 | 2008 | 4    | 1      | 0      | 5      |
| 2     | Deng Yaping   | Volksrepublik China | 1992 | 1996 | 4    | 0      | 0      | 4      |
| 2     | Zhang Yining  | Volksrepublik China | 2004 | 2008 | 4    | 0      | 0      | 4      |
| 2     | Chen Meng     | Volksrepublik China | 2020 | 2024 | 4    | 0      | 0      | 4      |
| 5     | Sun Yingsha   | Volksrepublik China | 2020 | 2024 | 3    | 2      | 0      | 5      |
| 6     | Ding Ning     | Volksrepublik China | 2012 | 2016 | 3    | 1      | 0      | 4      |
| 6     | Li Xiaoxia    | Volksrepublik China | 2012 | 2016 | 3    | 1      | 0      | 4      |
| 8     | Qiao Hong     | Volksrepublik China | 1992 | 1996 | 2    | 1      | 1      | 4      |
| 9     | Guo Yue       | Volksrepublik China | 2004 | 2008 | 2    | 0      | 2      | 4      |
| 10    | Wang Manyu    | Volksrepublik China | 2020 | 2024 | 2    | 0      | 0      | 2      |
| 11    | Chen Jing     | Chinesisch Taipeh   | 1988 | 2000 | 1    | 2      | 1      | 4      |
| 12    | Li Ju         | Volksrepublik China | 2000 | 2000 | 1    | 1      | 0      | 2      |
| 12    | Liu Shiwen    | Volksrepublik China | 2016 | 2020 | 1    | 1      | 0      | 2      |
| 14    | Hyun Jung-hwa | Südkorea            | 1988 | 1992 | 1    | 0      | 2      | 3      |
| 15    | Yang Young-ja | Südkorea            | 1988 | 1988 | 1    | 0      | 0      | 1      |

## Nationenwertungen

### Gesamt
| Platz | Land                | Gold | Silber | Bronze | Gesamt |
| ----- | ------------------- | ---- | ------ | ------ | ------ |
| 1     | Volksrepublik China | 37   | 21     | 8      | 66     |
| 2     | Südkorea            | 3    | 3      | 14     | 20     |
| 3     | Japan               | 1    | 4      | 5      | 10     |
| 4     | Schweden            | 1    | 3      | 1      | 5      |
| 5     | Deutschland         | –    | 4      | 5      | 9      |
| 6     | Nordkorea           | –    | 1      | 3      | 4      |
| 7     | Frankreich          | –    | 1      | 3      | 4      |
| 8     | Chinesisch Taipeh   | –    | 1      | 2      | 3      |
| 8     | Singapur            | –    | 1      | 2      | 3      |
| 10    | Hongkong            | –    | 1      | 1      | 2      |
| 10    | Jugoslawien         | –    | 1      | 1      | 2      |
| 12    | Nordkorea           | –    | 1      | –      | 1      |
| 13    | Dänemark            | –    | –      | 1      | 1      |

### Männer
| Platz | Land                | Gold | Silber | Bronze | Gesamt |
| ----- | ------------------- | ---- | ------ | ------ | ------ |
| 1     | Volksrepublik China | 17   | 8      | 4      | 29     |
| 2     | Südkorea            | 2    | 2      | 6      | 10     |
| 3     | Schweden            | 1    | 3      | 1      | 5      |
| 4     | Deutschland         | –    | 3      | 5      | 8      |
| 5     | Frankreich          | –    | 1      | 3      | 4      |
| 6     | Japan               | –    | 1      | 2      | 3      |
| 7     | Hongkong            | –    | 1      | –      | 1      |
| 7     | Jugoslawien         | –    | 1      | –      | 1      |
| 9     | Dänemark            | –    | –      | 1      | 1      |

### Frauen
| Platz | Land                | Gold | Silber | Bronze | Gesamt |
| ----- | ------------------- | ---- | ------ | ------ | ------ |
| 1     | Volksrepublik China | 19   | 12     | 4      | 35     |
| 2     | Südkorea            | 1    | 1      | 7      | 9      |
| 3     | Japan               | –    | 3      | 3      | 6      |
| 4     | Nordkorea           | –    | 1      | 3      | 4      |
| 5     | Singapur            | –    | 1      | 2      | 3      |
| 6     | Chinesisch Taipeh   | –    | 1      | 1      | 2      |
| 7     | Deutschland         | –    | 1      | –      | 1      |
| 8     | Hongkong            | –    | –      | 1      | 1      |
| 8     | Jugoslawien         | –    | –      | 1      | 1      |

### Mixed
| Platz | Land                | Gold | Silber | Bronze | Gesamt |
| ----- | ------------------- | ---- | ------ | ------ | ------ |
| 1     | Volksrepublik China | 1    | 1      | –      | 2      |
| 2     | Japan               | 1    | –      | –      | 1      |
| 3     | Nordkorea           | –    | 1      | –      | 1      |
| 4     | Chinesisch Taipeh   | –    | –      | 1      | 1      |
| 4     | Südkorea            | –    | –      | 1      | 1      |